# Dwór w Mchach
Dwór w Mchach – zabytkowy dwór znajdujący się we wsi Mchy, w województwie wielkopolskim, w powiecie śremskim.

## Historia

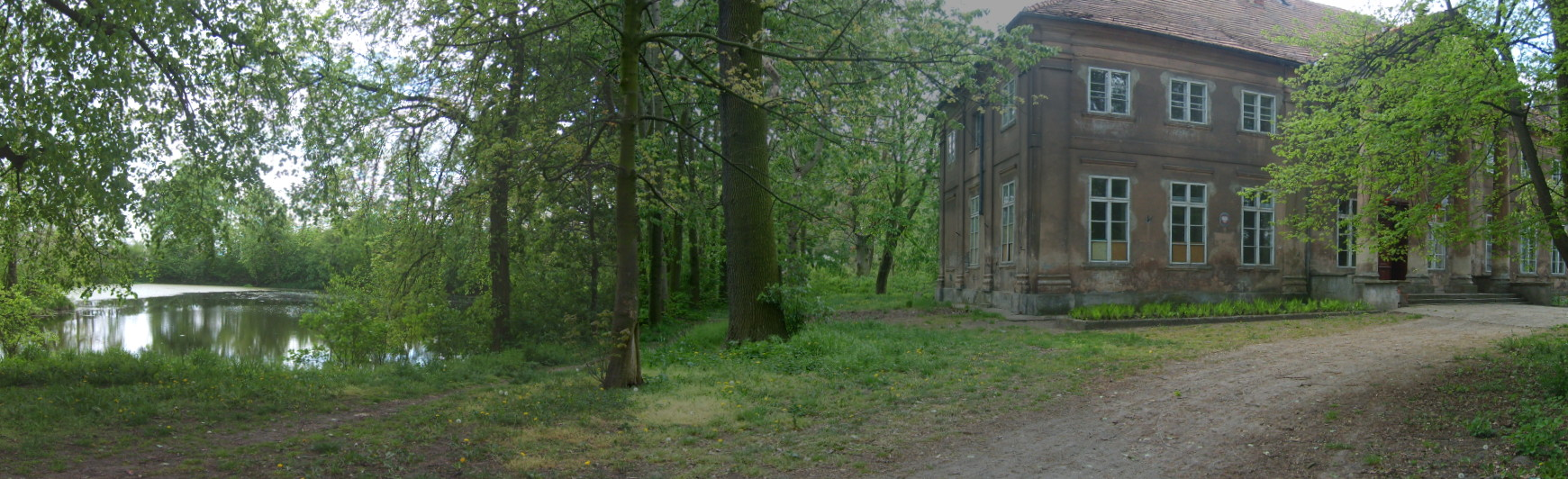
Dwór i park

Wzmianki o dobrach w Mchach występują w dokumentach począwszy od 1361. Wieś odziedziczył wówczas Mikołaj, syn Mikołaja z Biechowa i Dębna. Wieś była potem gniazdem rodowym wygasłej rodziny Mchowskich. Kolejnymi właścicielami byli tutaj: Sępieńscy, Mieszkowscy i Radolińscy, a w XVIII i początku XIX wieku Bieńkowscy, Kraśniccy i w początku XX wieku Mielżyńscy (w 1939 był to Feliks Mielżyński). W 1926 majątek liczył 1600 hektarów.

## Architektura
Piętrowy, klasycystyczny dwór wzniesiono na planie prostokąta. Elewację frontową dominuje czterokolumnowy portyk, a ogrodową wysunięty, półokrągły ryzalit, kryjący salę balową. Obiekt powstał w latach 1790-1794 bez uciekania się do pomocy architekta. Zaprojektował go właściciel, Świętosław Sebastian Bieńkowski herbu Korwin, podstoli gnieźnieński, który ożenił się z zamożną i posażną Barbarą Koczorowską, zamieszkującą w starszym i mocno zniszczonym obiekcie. Dwór jest jednym z licznych w Wielkopolsce naśladownictw pałacu w Siernikach. Reprezentacyjną, sztukatorską dekorację wnętrz wykonał w 1799 Michał Ceptowicz.

## Otoczenie
Dwór otoczony jest przez XVIII-wieczny park o powierzchni 4,2 hektara ze stawem.